# Kiek in de Mark

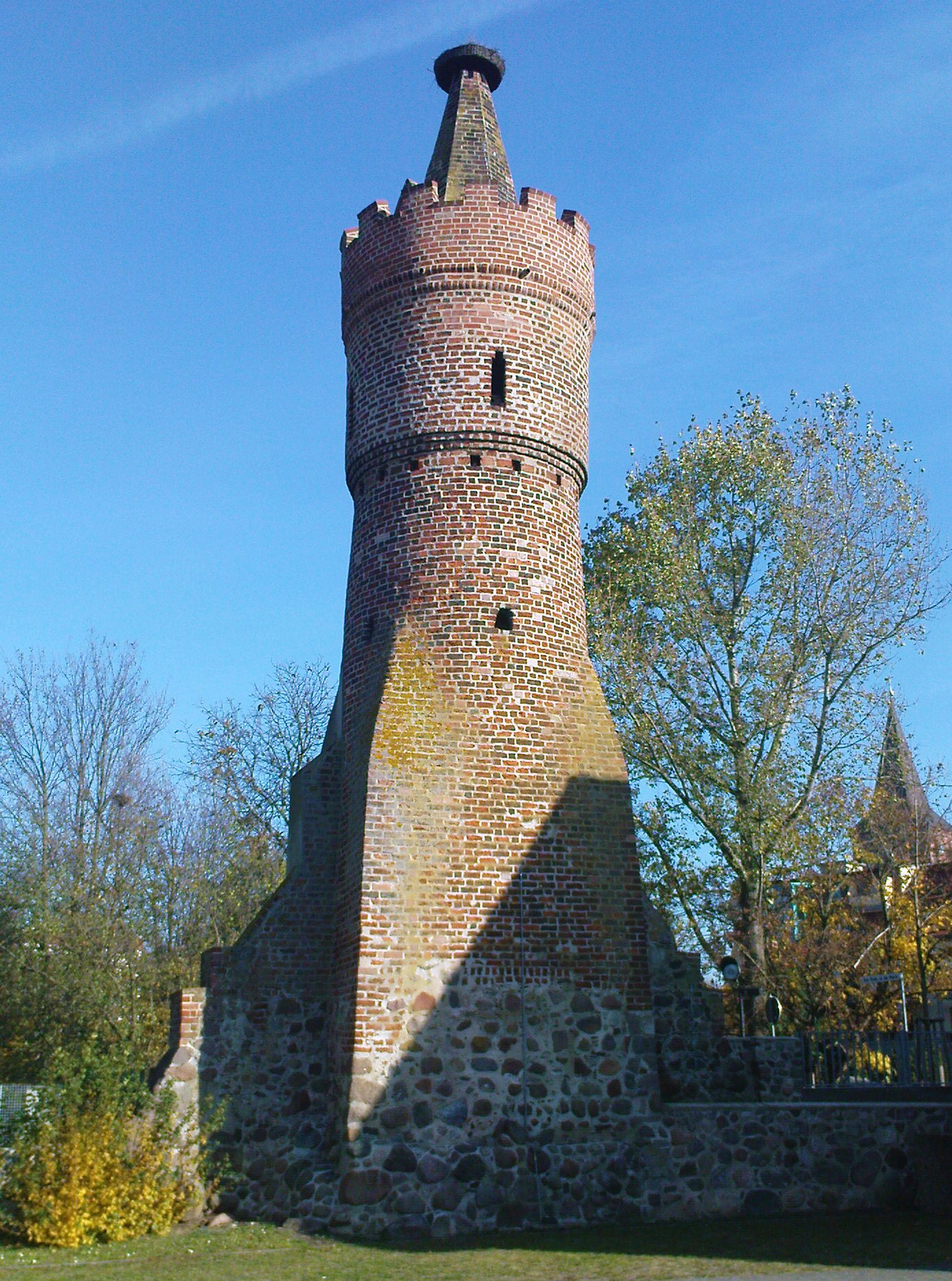
Kiek in de Mark

Stilisierter Kiek in de Mark als zentrales Wappenelement des ehemaligen Landkreises Uecker-Randow

Der Kiek in de Mark (niederdeutsch für Schau in die Landschaft) in Pasewalk ist ein Wehrturm der mittelalterlichen Stadtmauer. Er gilt als das Wahrzeichen von Pasewalk. Der Turm befindet sich am südlichen Ende der Straße „Am Kiek in de Mark“ im südlichen Teil des Stadtzentrums. Das Bauwerk ist ein mehrgeschossiger, runder Backsteinturm mit markantem Zinnenkranz und achteckigem unverputztem Helm. An der Turmspitze befindet sich ein Storchennest.
Der 20,2 Meter hohe Turm besitzt im Grundriss einen quadratischen Unterbau aus Feldsteinen mit 4,6 Meter Seitenlänge. Er geht darüber mit steilem Winkel in eine zylindrische Form über.
Der Wehrturm wurde nach der erfolgreichen Abwehr der Belagerung durch den brandenburgischen Kurfürsten Friedrich II. im Jahr 1445 errichtet. Dieser versuchte, die Städteautonomie in seinem Herrschaftsgebiet einzuschränken.
Der Legende nach brachten die Pasewalker ungefähr 200 Gefangene vom nachfolgenden Kriegszug nach Prenzlau mit. Diese konnten nur gegen Zahlung eines hohen Lösegeldes freikommen. Von diesem Lösegeld bauten die Pasewalker an der Südseite ihrer Stadtmauer einen Turm, der dann „Kiek in de Mark“ genannt wurde.